# Czernyola transversa
Czernyola transversa är en tvåvingeart som först beskrevs av Leander Czerny 1903.  Czernyola transversa ingår i släktet Czernyola och familjen träflugor. Inga underarter finns listade i Catalogue of Life.